# Julius Emil Knudsen
Julius Emil Knudsen (1856 - 1945) est un ingénieur minier norvégien, connu pour l'invention d'un procédé d'extraction du cuivre qui porte son nom. Ce procédé consiste en une fusion du minerai, et en l'affinage de la matte qui en est issue, dans un même convertisseur.
Knudsen nait à Drammen, en Norvège, le 25 novembre 1856. Sa scolarité se déroule dans le royaume de Bavière et de Saxe : il est diplômé de l'Université technique de Munich et de l'École des mines de Freiberg. Arrivant en Norvège, il commence comme ingénieur minier à la mine de cuivre de Visnes (no). En 1890, il devient manager à la mine de cuivre de Røros (no) avant d'en devenir, en 1895, le directeur général.

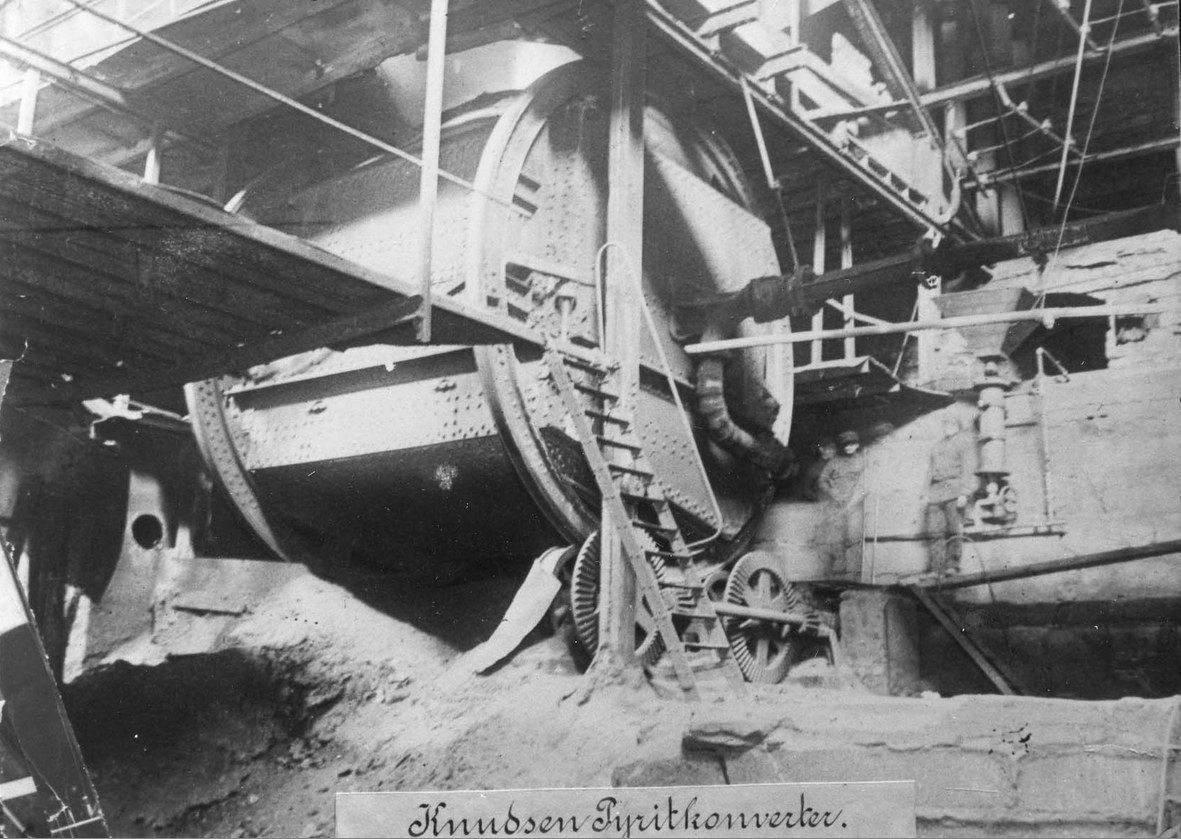
Convertisseur utilisé de 1897 à 1907 à Fagerli pour la fusion des chacopyrites, première étape du procédé Knudsen.

De 1897 à 1908, il est le président de la Sulitjelma gruber. C'est en 1902 qu'il y commence les premiers essais du procédé qui porte son nom. 
Le « procédé Knudsen », breveté en 1915, consiste à utiliser un convertisseur cylindrique Manhès-david pour la fusion du minerai et de déchets de cuivre : la charge métallique y est enfournée avec de la ferraille et du coke, le soufflage provoquant une oxydation suffisamment exothermique pour obtenir une matte de cuivre en fusion. Cette matte est affinée par un deuxième soufflage avec de la silice, tandis que les scories riches en cuivre sont fondues dans un haut fourneau réalisant une réduction qui donne directement du cuivre noir. Ce procédé permet de réaliser le grillage, la fusion et l'affinage dans le même four. Plus tard, en dédiant un convertisseur au revêtement réfractaire basique au premier soufflage, Knudsen amorce la généralisation du convertisseur Peirce-Smith, qui supplante le convertisseur acide de Manhès et David.
Knudsen retourne ensuite en Allemagne. En 1909, il devient directeur du Mitterberger Kupfer-Aktien Gesellschaft de Salzbourg.
Il décède le 17 mars 1944 à Neddemin, dans le Mecklembourg-Poméranie-Occidentale.